# Keutambang
Keutambang is een bestuurslaag in het regentschap Aceh Barat van de provincie Atjeh, Indonesië. Keutambang telt 515 inwoners (volkstelling 2010).